# یوهان لودویگ کراپف
یوهان لودویگ کراپف (Johann Ludwig Krapf) (زاده ۱۱ ژانویه ۱۸۱۰ – درگذشت ۲۶ نوامبر ۱۸۸۱)، مبلغ مذهبی آلمانی در شرق آفریقا و همچنین یک کاوشگر، زبان‌شناس و گردشگر بود. کراپف همراه با یوهانس ریبمان، نقش مهمی در اکتشاف شرق آفریقا ایفا نمودند. آنها نخستین اروپایی‌های بودند که در همکاری با کیکویوس که در فراز کوه کنیا و کلیمانجارو زندگی می‌کرد، از کوه کنیا دیدار نمودند. کراپف همچنین نقش کلیدی در اکتشاف سواحل شرقی آفریقا بازی نمود.

## اوایل زندگی
کراپف در یک خانواده دهقان که به لوتریان گرایش داشتند در جنوب‌شرق آلمان متولد شد. از ایام مدرسه به بعد، او نعمت یادگیری زبان که به وی ارزانی شده بود را تقویت کرد. در نخست او به آموزش زبان‌های لاتین، یونانی، فرانسوی و ایتالیایی پرداخت. او در طول زندگی خود زبان‌های دیگری را نیز فرا گرفت. پس از اتمام مدرسه، او در عمر ۱۷ سالگی به مدرسه الهیات باسل میشن رفت، اما چون در رابطه با حرفه خود به عنوان مبلغ مذهبی مطمئن نبود، مدرسه الهیات را ترک کرد. او در دانشگاه توبینگن علم الهیات خواند و در ۱۸۳۴ میلادی از آنجا فارغ‌التحصیل شد. هنگامی که به عنوان دستیار کشیش دهکده کار می‌کرد، او با یک مبلغ مذهبی باسل آشنا شد و این فرد او را تشویق نمود تا حرفه تبلیغ مذهبی خود را از سر گیرد.

## اتیوپی
در ۱۸۳۶ میلادی، او از سوی جامعه هیئت‌های تبلیغی کلیسای انگلیکان (CMS) دعوت گردید تا به کار آنها در اتیوپی ملحق شود. دعوت انجمن انگلیکان بر هیئت تبلیغی باسل برای او اهمیت بالاتر داشت و او از ۱۸۳۷ – ۱۸۴۲ میلادی در این سرزمین باستانی مسیحی کار کرد. او با یادگیری زبان‌های باستانی گعز و امهری که در بلندی‌های اتیوپی گویش می‌شد، خود را آماده نمود. پس از رسیدن به تاجوره، کراپف مسیر تجارتی که به شیوا منتهی می‌شد را دنبال نموده و در آنجا خود را به حاکم این منطقه، مریدازماچ ساهلی سیلاسی، معرفی نمود و چندی بعد مریدازماچ را در یک پیکار نظامی به مناطق شرقی شیوا همراهی کرد. سابقه زهدباوری کراپف هیچ کمکی به وی در راستای درک و تقدیر از مسیحیت سنتی اتیوپیایی نکرد، به‌ویژه در رابطه با تأکید آنها بر قدیس‌ها، آیین تجویز شده نیایش و استفاده از گعز، زبانی که دیگر گویش نمی‌شد. هنگامی که او در ۱۸۴۲ میلادی شیوا را ترک کرد، دریافت که راه او در نتیجه نبرد دبره تابور مسدود شده‌است، از اینرو او رد پای خود را تا خانه آدارا بیلی، سالار قبیله وولو اورومو دنبال کرد، قبیله‌ای که بعداً او را غارت نمودند. کراپف توانست با خدمتکاران خود فرار نموده و خود را به مصوع برساند، جاییکه به صدقه بی‌میل ساکنین محلی استوار بود.
بنابرین، او توجه خود را به مردم اورومو در مناطق جنوبی اتیوپی معطوف کرد، مردمی که در زمان وی معروف به گالا بوده و به‌طور گسترده به یک دین سنتی ایمان داشتند. او زبان آنها را آموخته و به ترجمه بخش‌های از انجیل عهد جدید به زبان‌ها آغاز کرد. اگرچه کراپف در ۱۸۴۲ میلادی مدرک دکترای خود را به‌خاطر پژوهش در مورد زبان‌های اتیوپیایی از دانشگاه توبینگن کسب کرد، اما این سال همچنین شاهد تبعید تمامی مبلغان مذهبی غربی از اتیوپی بود و کار او را نیز در آنجا پایان بخشید. در همکاری با همکار خود، کارل ویلهلم ازنبرگ، او رویدادنامه‌ای از مدت زمانی که در اتیوپی سپری نموده بود را تحت عنوان سفرنامه‌های ازنبرگ و کراپف در ۱۸۴۳ میلادی به چاپ رساند. او ترجمه انجیل به زبان امهری که توسط ابو رومی انجام شده بود را برای BFBS بازنگری کرد.

## کنیا
کراپف مدتی را در اسکندریه، مصر گذراند و در آنجا ازدواج کرد. از آنجا، او عازم شرق آفریقا شده و امیدوار بود تا از جاییکه حالا کناره کنیا نامیده می‌شود به اورومو برسد. بیشتر کناره‌های آفریقای شرقی در آن زمان بخشی از سلطنت زنگبار بود. سلطان السید سعید به او اجازه داد تا پایگاهی تبلیغ مذهبی را در شهر ساحلی مومباسا تأسیس نماید. کراپف بار دیگر با آموختن زبان‌های محلی مردم میجیکندا آغاز نموده و همچنین زبان سواحلی که زبان میانجی برای برقراری ارتباط میان شرق آفریقا بود، را فرا گرفت.
چندی پس از رسیدن به مومباسا، همسر و دختر جوان او به بیماری مالاریا مبتلا شده و درگذشتند. کراپف به اراضی بلندتر رابائی در تپه‌های کرانی نقل مکان نموده و پایگاه تبلیغ مذهبی خود، نیو رابائی (رابائی امپیا) را آغاز کرد. در آنجا، او نخستین دستور زبان و فرهنگ زبان سواحلی را نوشت. او همچنین به آموزش سایر زبان‌های آفریقایی شروع کرد، فرهنگ این زبان‌ها را نوشته و بخش‌های از انجیل را ترجمه نمود. در همکاری با یک قاضی مسلمان به‌نام علی ابن مدیهین، او کتاب پیدایش را ترجمه نمود. او به کار خود ادامه داده و کتاب عهد جدید و همچنین کتاب دعانامه عمومی را ترجمه کرد. اگرچه بیشتر این آثار به چاپ نرسید، اما این آثار بعدها برای بازبینی ترجمه‌ای به نسخه جنوبی‌تر زبان سواحلی به‌کار برده شد.
در ۱۸۴۶ میلادی، یوهانس ریبمان که یک لوتیران از جنوب‌غرب آلمان بوده و برای جامعه هیئت‌های تبلیغی کلیسای (CMS) کار می‌کرد نیز به کراپف ملحق شد. کراپف و ریبمان برای اکتشاف مناطق داخلی شرق آفریقا آماده شده و آنها نخستین اروپایی‌های بودند که از کوه‌های پوشیده از برف کلیمانجارو و کوه کنیا دیدن نمودند. آنها گزارش‌های در مورد این کوه‌ها به اروپا فرستند که مورد تمسخر متخصصین قرار گرفت.
سلامت رو به وخامت کراپف او را مجبور کرد تا در ۱۸۵۳ میلادی به آلمان بازگردد. او چندین کتاب دست‌نویس قدیمی سواحلی را با خود آورد، از جمله کپی‌های از کتاب نبرد تامبوکا که یکی از نخستین دست‌نویس‌های زبان سواحلی است. در شهر کزنتال، او به مطالعات زبان‌شناسی و کارهای مشورتی خود برای ماموریت‌های مذهبی مسیحی ادامه داد.

## میراث کراپف
- کلیسای انگلیکان کنیا، او را بنیان‌گذار خود می‌شمارد.
- زبان‌شناس‌ها از مطالعات او به عنوان مرجع استفاده می‌نمایند، چون او زبان‌های مختلفی از جمله گعز، امهری، اورومو، سواحلی، کامبا، میجیکندا و ماسی را مورد مطالعه قرار داده بود.
- خانه او در نیو رابائی حالا بخشی از موزه رابائی و یکی از موزه‌های ملی کنیا است. ساختمان سفارت آلمان در نایروبی به‌نام «خانه لودویگ-کراپف» یاد می‌گردد.
- در زادگاه او توبینگن-درندینجن، مدرسه ابتدایی وجود دارد که نام وی روی آن گذاشته شده‌است.